# Andrzej Przeworski
Andrzej Przeworski (ur. 11 lutego 1900 w Krakowie, zm. 24 listopada 1952 w Warszawie) – polski działacz niepodległościowy, inżynier chemik, porucznik artylerii rezerwy Wojska Polskiego, piłkarz (bramkarz), sędzia i trener piłkarski oraz działacz sportowy; reprezentant Polski (1A) i selekcjoner polskiej reprezentacji; prezes Polskiego Związku Piłki Nożnej od 19 lutego 1949 aż do jego samorozwiązania 4 lutego 1951.

## Życiorys
Był synem Jana (1869–1931), adwokata, i Salomei z Eigerów. W latach 30. XX w. mieszkał w Warszawie w Alejach Ujazdowskiech.
21 sierpnia jako podoficer byłych Legionów Polskich, pełniący służbę w pociągu pancernym nr 16 „Mściciel” został mianowany z dniem 1 sierpnia 1919 podporucznikiem w artylerii.
W 1934, jako oficer rezerwy pozostawał w ewidencji Powiatowej Komendy Uzupełnień Warszawa Miasto III. Posiadał przydział do Oficerskiej Kadry Okręgowej Nr I. Był wówczas „przewidziany do użycia w czasie wojny”.

## Ordery i odznaczenia
- Medal Niepodległości – 15 czerwca 1932 „za pracę w dziele odzyskania niepodległości”[4][1][5]
- Srebrny Krzyż Zasługi – 19 marca 1931 „za zasługi na polu rozwoju sportu”[6]